# The Soldier and the Lady
The Soldier and the Lady ist ein 1936 gedrehter, US-amerikanischer Abenteuerfilm mit Adolf Wohlbrück in der Hauptrolle. Dem Stoff liegt der Roman Der Kurier des Zaren von Jules Verne zugrunde.

## Handlung
Diese kostengünstig hergestellte Produktion, ein Hollywood-Remake von Richard Eichbergs Der Kurier des Zaren mit demselben Hauptdarsteller, orientiert sich stark an dem zwölf Monate zuvor abgedrehten, deutsch-französischen Film.
Erzählt wird die Geschichte des Leutnants Michael Strogoff, der im Auftrag des russischen Zaren einen geheimen Aufmarschplan in die von den Tataren bedrängte sibirische Stadt Irkutsk bringen soll. Auf dem beschwerlichen Weg dorthin lauern zahlreiche Gefahren. Sein Gegenspieler ist der ebenso brutale wie tumbe Oberst Ogareff, unterstützt von dessen Geliebter Zangarra. Auf dem Weg nach Irkutsk lernt Strogoff die hübsche, junge Nadia kennen, die ihn fortan bis in die eingeschlossene Stadt begleiten soll.
Auf der Reise dorthin kann Strogoff so manches Mal den Tataren entkommen, gerät aber schließlich in die Hände seines ärgsten Widersachers. Ogareff lässt den Kurier blenden und erschleicht sich, mit dem Geheimplan in der Tasche, in Strogoffs Namen das Vertrauen des zaristischen Vertreters in Irkutsk. Im letzten Moment kann der erblindete Strogoff, inzwischen ebenfalls in Irkutsk eingetroffen, mit Nadjas Hilfe den schurkischen Ogareff überwinden und die Stadt vor den Invasoren retten.

## Produktionsnotizen
The Soldier and the Lady entstand in den letzten drei Monaten des Jahres 1936 in Hollywood. In den Film eingefügt wurden die Außenaufnahmen von Eichbergs Film. Unmittelbar nach Abschluss der Dreharbeiten zu Port Arthur war Hauptdarsteller Wohlbrück am 30. September 1936 in die USA eingereist und damit einem Filmvertrag der RKO für dieses Remake nachgekommen. Die Uraufführung von The Soldier and the Lady fand am 9. April 1937 statt.
Joseph N. Ermolieff, der schon den 1935er Kurier des Zaren produziert hatte, stellte auch dieses Remake her. Die Filmbauten entwarf Van Nest Polglase, assistiert von Perry Ferguson und Darrell Silvera. Die Kostüme stammen von Walter Plunkett.
Da Wohlbrücks deutscher „Kurier“ kurz zuvor mit großem Erfolg angelaufen war, ist diese US-Version in Deutschland nie gezeigt worden. In Großbritannien lief der Film unter dem Titel Michael Strogoff respektive The Adventures of Michael Strogoff an. Tatsächlich war diesem Remake kein großer Publikumserfolg beschieden und er beendete Wohlbrücks Hollywood-Karriere frühzeitig. Stattdessen reiste der Österreicher Ende Januar 1937 von Amerika nach England weiter, wo er in kurzer Zeit unter dem Signum Anton Walbrook ein veritabler Filmstar werden sollte.

## Kritiken
Frank S. Nugent urteilte am 10. April 1937 in der New York Times: „Fortunately it is not a film which requires subtlety of its players. Its accent is on scene rather than performance, and George Nicholls Jr., its director, has been too preoccupied with his cavalry charges, his battles, his skirmishes on land and river to fret unduly over his cast. (…) Akim Tamiroff, as the ogre Ogareff, is such a villainous villain that the audience—shame on it!—was sophisticated enough to applaud him. Anton Walbrook, who used to be the Viennese Adolf Wohlbrueck, is a rigidly virtuous Strogoff who heroically resists Margot Grahame's blandishments and refuses to recognize his own mother when the Czar's duty calls. Mr. Walbrook's first Hollywood venture is rather inconclusive, in fact, for the picture asks little more than a mood of sustained nobility and the favor, in an inexplicably prolonged fadeout, of a close-up of him with a far-away look.“
Der Movie & Video Guide schrieb: „Visually impressive, with sweeping battle scenes, though most exteriors were lifted from previous European version, which also starred Walbrook“.
Halliwell‘s Film Guide charakterisierte den Film wie folgt: „Mildly ambitious swashbuckler from a story much remade in Europe; the elements jelled quite well in the Hollywood fashion“.
Das Fachblatt Variety urteilte 1937 kurz und knapp: „Filmspektakel, dem es an Stärke und Namen mangelt. Wird seine Schwierigkeiten bekommen.“